# Pseuderanthemum subauriculatum
Pseuderanthemum subauriculatum är en akantusväxtart som beskrevs av Gottfried Wilhelm Johannes Mildbraed. Pseuderanthemum subauriculatum ingår i släktet Pseuderanthemum och familjen akantusväxter. Inga underarter finns listade i Catalogue of Life.